# 和歌山バス
和歌山バス株式会社（わかやまバス）は、和歌山県和歌山市に本社を置く日本のバス会社である。略称は和バス。和歌山県北西部を運行エリアとし、地域子会社として100%子会社の和歌山バス那賀がある。南海グループに属し、スルッとKANSAI協議会に加盟している。

## 概要
1975年（昭和50年）12月15日に資本金2億円で会社設立。翌1976年（昭和51年）4月1日、南海電気鉄道のバス部門（現：南海バス）のうち、和歌山県内に営業所がある路線（高野山営業所・橋本営業所を除く）を引き継いで営業開始した。高野山営業所・橋本営業所の路線は1993年に南海りんかんバスへ分社化された。1991年（平成3年）8月に那賀営業所を和歌山バス那賀として分社化した。
本社所在地（最寄り停留所は「和歌浦西」）には、かつて南海和歌山軌道線の電留線があった。跡地を本社およびバス車庫として転用している。

## 沿革
- 1975年（昭和50年）12月15日： 会社設立（資本金2億円）[3]。
- 1976年（昭和51年）4月1日： 南海電気鉄道のバス部門のうち、和歌山県内に営業所がある路線（高野山・橋本営業所を除く）を引き継ぎ営業開始[4]。
- 1988年（昭和63年）7月1日： 「和歌山シャトルバス」（現在の本町線）を運行開始[5]。
- 1989年（平成元年）12月22日：夜行高速バス「サウスウェーブ号」（和歌山 - 横浜）運行開始[6]。和歌山バス、神奈川中央交通の共同運行[6]。当時は町田バスセンター経由であった。
- 1991年（平成3年）8月8日：「サウスウェーブ号」（和歌山 - 千葉）運行開始[7]。和歌山バス、南海電気鉄道、京成電鉄の共同運行[7]。当時は泉佐野駅前経由であった。
- 1991年（平成3年）8月1日： 那賀営業所および8路線を和歌山バス那賀（同年3月設立）へ譲渡[8]。
- 1994年（平成6年）
  - 5月7日： 定期観光バス『紀州徳川めぐり』号を運行開始[9]。
  - 9月4日： 関西国際空港までの空港リムジンバスを運行開始[10]。
- 1995年（平成7年）4月1日：「サウスウェーブ号」和歌山 - 横浜線が大阪府の泉北ニュータウン（泉ヶ丘駅）へ乗り入れ開始。
- 1998年（平成10年）
  - 3月20日：バスカードを導入。和歌山バス那賀と共通のプリペイドカード式[11]。
  - 4月21日：「サウスウェーブ号」（和歌山 - 横浜）を、和歌山 - 千葉線と統合する形で廃止。神奈川中央交通と南海電気鉄道が撤退[12]。同時に堺市内の堺駅と堺東駅への停車を開始。
- 1999年（平成11年）4月1日： スルッとKANSAI協議会加盟、南海コンパスカードを導入。
- 2002年（平成14年）
  - 4月1日： 路線改編。行き先番号制から系統番号制に移行。
  - 10月： JRとの連絡定期券を発売開始。
- 2007年（平成19年）9月14日： 高速バス 和歌山 - 白浜線の運行開始。
- 2009年（平成21年）3月1日： 定期観光バス「紀州徳川めぐり号」を廃止。
- 2014年（平成26年）10月18日： 高速バス 和歌山 - 白浜線から撤退。
- 2017年（平成29年）7月13日： 公式サイトの乗換案内の連携先を駅すぱあとからナビタイムに変更して刷新。英語版も同時開始[13]。
- 2019年（平成31年）4月1日：バスロケーションシステムを導入[14]。
- 2020年（令和2年）4月1日：ICカード乗車券「kinoca」を導入[15]。「ICOCA」などの全国相互利用サービスに対応した交通系ICカードが利用可能となる[16]。

## 営業所・案内所

### 現行営業所

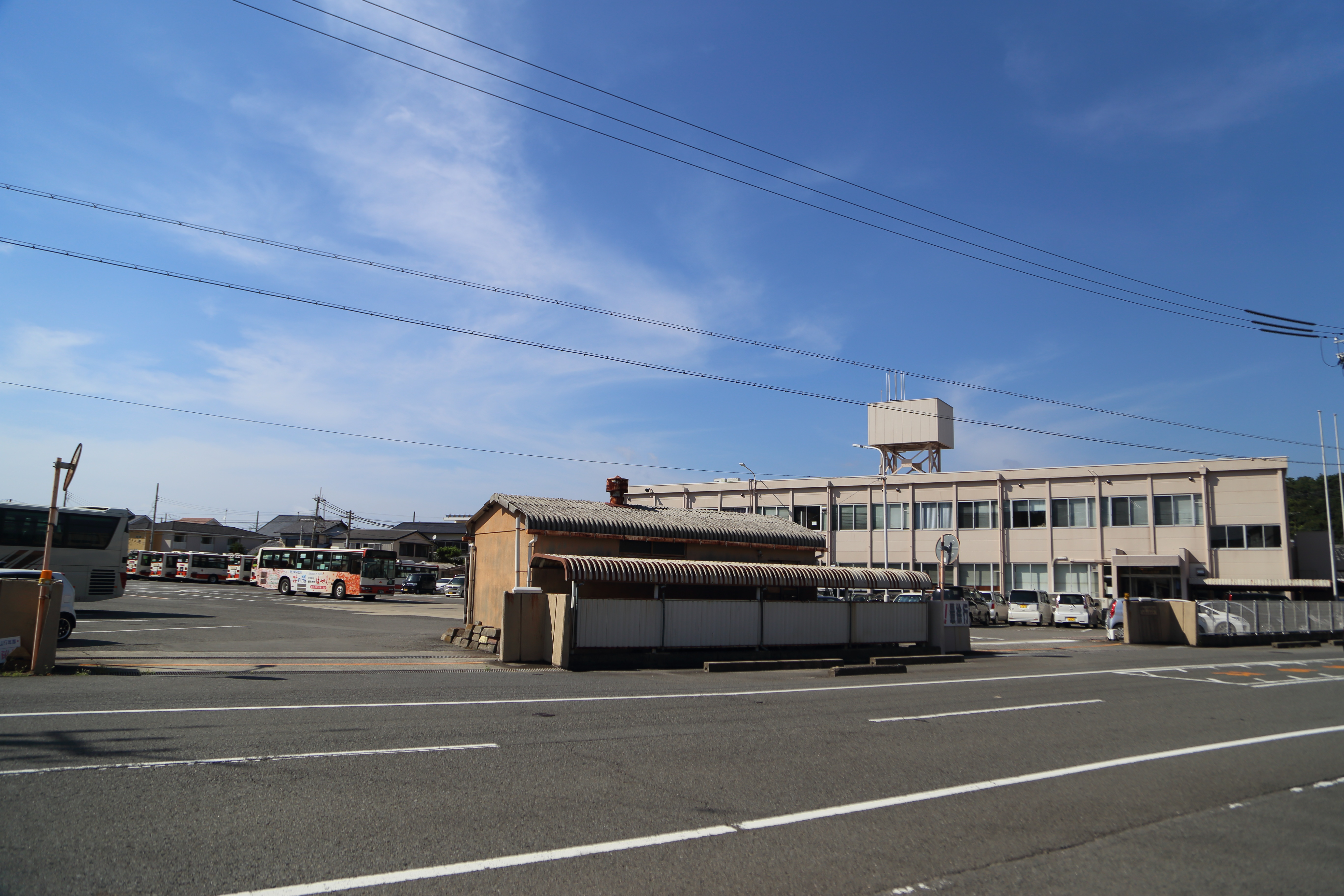
和歌山営業所（2019年8月撮影）

和歌山営業所
和歌山県和歌山市和歌浦西1-8-1。本社敷地内。
空港リムジンバスや夜行バス、一般路線車の大型、中型の車両を配置。
市駅営業所（和歌山市駅詰所）
和歌山市駅構内。
一般路線車の大型、中型、小型の車両を配置。

### 廃止営業所
- 紀三井寺営業所
- 那賀営業所岩出出張所
- 那賀営業所 （和歌山バス那賀へ分社化）
- 海南出張所

### 発券・案内窓口
- 和歌山市駅定期券発売所（キーノ和歌山1階）
  - 窓口営業時間： 平日 7:00〜19:00 （窓口閉鎖時間 12:00〜13:00）土日祝 9:00～18:00（窓口閉鎖時間 12:00～13:00）
  - 発売券種・取扱業務
定期券（通勤・通学）、ICカード「kinoca」、全線フリー1日乗車券、バスカードの払戻

- JR和歌山駅定期券発売所（JR和歌山駅コンコース）
  - 窓口営業時間： 平日 7:00〜19:00、土日祝 9:00〜14:30
  - 休業日： 年末年始（12/31 - 1/3）
  - 発売券種・取扱業務
定期券（通勤・通学）、ICカード「kinoca」、全線1日フリー乗車券、高速バス乗車券、バスカードの払戻

- 紀伊駅前定期券発売所（紀伊駅舎前）
  - 窓口営業時間： 9:00～18:00
  - 休業日： 年末年始（12/31 - 1/3）
  - 発売券種・取扱業務
定期券（通勤・通学）、ICカード「kinoca」、全線1日フリー乗車券

## 運賃・乗車券類

### バスカード
長年に渡り磁気バスカードを発売していたが、2020年4月1日より和歌山バス那賀とともに、独自のICカード「kinoca」を導入し、同時に「ICOCA」などの全国相互利用サービスに対応した交通系ICカードが利用可能となった。スルっとKANSAI磁気カードは2017年末をもって販売終了、同カードの使用も2018年には終了した。インバウンド旅行者及び関西圏外旅行者向けの「KANSAI THRU PASS」は使用可能であったが、2020年9月1日より自社磁気式バスカードの使用が終了したため、これも降車時に提示する方式に変更された。
2016年7月時点では、スルっとKANSAI協議会加盟各社のうち、PiTaPaなどのICカード類が一切使用不可であった事業者は、和歌山バスグループおよび南海りんかんバスの他は、大阪シティバスのUSJ直行バスとIKEA発着便（大阪市営バス民営化以前からの直営路線）を残すのみとなっていた。鉄道事業者を含めると他に比叡山鉄道（坂本ケーブル）がある。

#### IC乗車カード
自社ICカード「kinoca」（キノカ）を発売している。サイバネ規格に準拠し、カード裏面の右下に記載の番号は「WK」である。名称は「紀の川」に由来する。2020年3月23日に窓口発売を開始し、4月1日より使用開始した。
販売最低価格は2000円である。うち500円はデポジット料で、2000円で購入した場合は1500円分が利用可能額である。和歌山バス及び和歌山バス那賀の窓口（各営業所と定期券発売所）、JR和歌山駅西口及び南海和歌山市駅のチャージ機、または車内でチャージできる。チャージ上限額は20000円である。車内でのチャージは、1000円札支払いのみでチャージ可能額は3000円まで。「特割」と「福祉乗車券」以外の乗車券は、バス車内で1000円支払うことで1日乗車券化することができる。
利用額に応じたポイント加算があり、全日（基本ポイント）は5%、休日及び平日昼間（10時から16時までに乗車）した場合は7%（基本ポイントに2%加算）、ポイント還元される。また月間乗車額に応じ、2000円以上の利用で100ポイント、5000円以上で300ポイント、8000円以上で500ポイントのボーナスポイントが付与される。ポイントは毎月ごとに自動付与される。還元ポイントが乗車運賃を超過していた場合は自動的に使用される。ポイントによる精算ではポイントは付与されない。

#### 定期券
IC乗車券による定期券は従来の区間式から、金額式定期に変更された。同額区間であればどの路線と停留所間でも無料で乗降車が可能となる。乗り越した場合は定期券金額との差額をチャージ残高から支払うこととなるが、差額が100円以下の場合は、1乗車100円が差し引かれる。なお紙式定期券での環境定期券制度（休日の1乗車100円）は廃止された。
種類
- 無記名式 - 車内で購入可能である。
- 記名式 - 「大人」「小児」「大人特割」「小児特割」の4種類。「特割」は障がい者用。紛失時は手数料と再デポジット料を支払うことで再発行が可能。

その他、磁気式バスカードの高齢者用「元気70パス」（げんきななまるぱす）と障がい者用「福祉バスカード」もIC化されている。「元気70パス」は普通のkinoca同様にチャージ機能があり、1乗車ごとに100円引かれる。チャージがされていない場合はエラーとなるが、100円を毎回現金として支払う。「福祉バスカード」にチャージ機能はない。これ以外の条件は以前の磁気式バスカードと同様である。

#### 磁気式バスカード
2020年3月31日まで和歌山バス・和歌山バス那賀共通で利用できる降車時の運賃払いで小銭不要のバスカードを発売していた。
種類
- 普通バスカード： 発売額 2,000円（2,200円分利用可）、5,000円（5,500円分利用可）の2種
- 昼間バスカード： 発売額 2,000円（2,300円分利用可）各種 （降車が10時から16時の間で利用できる。）
- 全線フリー1日乗車券： 発売額 1,000円（大人券）、500円（小児券）
高速、リムジン、コミュニティバスを除き和歌山バス那賀の路線も含め当日限り1日乗り放題。

バスカードの購入は、バス車内、JR和歌山駅、紀伊駅、南海和歌山市駅定期券うりば、和歌山営業所、那賀営業所などで可能である。バス車内では数に限りがあるため、一度に大量購入する場合や全線フリー1日乗車券の小児券は各定期券うりば、各営業所での購入となる。
普通バスカード・昼間バスカードは小児券が設定されていないため、降車時に小児運賃で支払う場合はカード読み取り機器に通す前に運転士に申し出て、運転士が機器に小児運賃を設定してから、カードを機器に通して運賃を支払う。また、障がい者運賃や介護人運賃を支払う場合は手帳が必要。このほか、2人以上の運賃を1枚のカードで支払う場合も同様である。
なお、和歌山バスで磁気カードが初めて導入された路線は本町線「和歌山シャトル」であり、市内均一運賃区間が1997年にゾーン制運賃に移行するまで専用カードリーダーを搭載したり、シャトル専用カードが発売されていた。

#### 福祉優待制度
優待用バスカードとして、和歌山市が発行する1か月間に2日間無料で乗車できる「障がい者福祉カード」（本人用・介護者用）と、1乗車毎に100円で乗車できる70歳以上の高齢者用「元気70パス」（げんきななまるぱす）がある。いずれも和歌山市に住民票を在籍・居住していることが条件であり、使用者本人による和歌山市役所への申請が必要がある。本人以外の使用は禁止されており一般には入手不可能である。尚、和歌山市外に跨って乗車した場合は、「障がい者福祉カード」「元気70パス」対象区域外乗車分の普通運賃を別途支払う必要がある。また、「元気70パス」を使用した時の運賃100円は、現金での支払いのみで普通バスカードや昼間バスカードでの支払いはできない。
例： 「元気70パス」で南海和歌山市駅から橋本駅行きに乗車し粉河駅で下車した場合の運賃計算
南海和歌山市駅（和歌山市内） - 上新田（和歌山市内）の100円と上新田（和歌山市内境界） - 粉河駅（和歌山市内区域外）530円の合計630円支払う事とになる。
和歌山市と隣接市町村の境界停留所は和歌山バス市内線「琴の浦」、和歌山バス那賀那賀線「上新田」及び紀伊粉河線「池の川」である。また和歌山市から琴の浦経由を経由するマリーナシティ行き系統は、一部区間海南市を通過するものの、その区間で下車しない限り和歌山市内扱いとなる。

#### 福祉割引制度
| 対象                             | 種類                                           | 種別   | 区分 | 条件   | 条件   | 普通券 | 定期券 |
| -------------------------------- | ---------------------------------------------- | ------ | ---- | ------ | ------ | ------ | ------ |
| 身体障害者 知的障害者 精神障害者 | 身体障害者手帳 療育手帳 精神障害者保健福祉手帳 | 第一種 | 大人 | 単独   | 単独   | -      | -      |
| 身体障害者 知的障害者 精神障害者 | 身体障害者手帳 療育手帳 精神障害者保健福祉手帳 | 第一種 | 大人 | 介護付 | 本人   | 5割引  | 3割引  |
| 身体障害者 知的障害者 精神障害者 | 身体障害者手帳 療育手帳 精神障害者保健福祉手帳 | 第一種 | 大人 | 介護付 | 介護者 | 5割引  | 3割引  |
| 身体障害者 知的障害者 精神障害者 | 身体障害者手帳 療育手帳 精神障害者保健福祉手帳 | 第一種 | 小児 | 単独   | 単独   | -      | -      |
| 身体障害者 知的障害者 精神障害者 | 身体障害者手帳 療育手帳 精神障害者保健福祉手帳 | 第一種 | 小児 | 介護付 | 本人   | 5割引  | 無割引 |
| 身体障害者 知的障害者 精神障害者 | 身体障害者手帳 療育手帳 精神障害者保健福祉手帳 | 第一種 | 小児 | 介護付 | 介護者 | 5割引  | 3割引  |
| 身体障害者 知的障害者 精神障害者 | 身体障害者手帳 療育手帳 精神障害者保健福祉手帳 | 第二種 | 大人 | 単独   | 単独   | 5割引  | 3割引  |
| 身体障害者 知的障害者 精神障害者 | 身体障害者手帳 療育手帳 精神障害者保健福祉手帳 | 第二種 | 小児 | 単独   | 単独   | 5割引  | -      |
| 身体障害者 知的障害者 精神障害者 | 身体障害者手帳 療育手帳 精神障害者保健福祉手帳 | 第二種 | 小児 | 介護付 | 本人   | 5割引  | 無割引 |
| 身体障害者 知的障害者 精神障害者 | 身体障害者手帳 療育手帳 精神障害者保健福祉手帳 | 第二種 | 小児 | 介護付 | 介護者 |        | 3割引  |

## 高速バス

### 夜行高速バス

#### 横浜・東京方面
- 南海和歌山市駅・JR和歌山駅東口・泉ヶ丘駅・堺駅前・堺東駅前 ⇔ 横浜駅（YCAT）・京成上野駅・東京ディズニーシー・東京ディズニーランド・西船橋駅・海浜幕張駅　（京成バス千葉イーストと共同運行「サウスウェーブ号」）

#### 鎌倉方面
- 湊町バスターミナル（OCAT）・南海なんば高速バスターミナル・大阪駅前（桜橋口）・高速京田辺・京都駅八条口 ⇔ 小田原駅東口・藤沢駅南口・鎌倉駅東口・京急横須賀中央駅前・JR横須賀駅前・戸塚駅東口　（南海バスと共同運行。2020年3月31日限りで江ノ電バスが撤退し、同年4月1日より和歌山バスが参入）鎌倉方面行きは名神高速草津第2PA、なんば方面行きは東名高速鮎沢PAで旅客休憩が実施される。

#### 廃止路線
- TDR・千葉中央・海浜幕張・西船橋 ⇔ 堺・泉佐野・和歌山 （サウスウェーブ号、京成電鉄と共同運行）
- 横浜駅東口 ⇔ 和歌山 （サウスウェーブ号、神奈川中央交通と共同運行）

神奈川中央交通の撤退に伴い、上記2路線を統合する形で現在のサウスウェーブ号の運行が始まった。

### 昼行高速バス
現在運行されている路線はない。
- USJ ⇔ JR和歌山駅東口・和歌浦口
- 南海和歌山市駅 - JR和歌山駅 ⇔ 印南・みなべ・田辺・白浜方面

和歌山県の西牟婁郡白浜町と和歌山市との間を結ぶ高速バス。県内だけで完結する中距離路線はこれのみだった。
停車停留所
- 南海和歌山市駅・築地橋・県庁正門前・市役所前・公園前・三木町・屋形町・JR和歌山駅東口 --- 印南・ みなべ役場前・みなべ（梅ヶ丘）・田辺市役所前・田辺駅前・つぶり坂・とれとれ市場前・古賀浦・白浜桟橋・白浜バスセンター・湯崎・新湯崎・三段壁・エクシブ白浜・アドベンチャーワールド

共同運行会社
- 明光バス

運行本数
- 1日5往復（明光バス3往復、和歌山バス2往復）

乗継割引
- 当路線と和歌山〜関西国際空港線（和歌山バス・関西空港交通）をJR和歌山駅にて当日に乗り継ぐ場合に限り、乗継割引乗車券を購入できた。

往復割引
- 往復の乗車日を含め最長10日間まで有効の往復割引乗車券を購入できた。（購入時に往路・復路便も指定）

回数券
- 購入日から3箇月間有効の4枚綴り回数乗車券があった。

沿革
- 2007年9月14日 - 運行開始。
- 2008年3月15日 - ダイヤ改正実施。1日4往復から5往復に増便。
- 2014年10月18日 - この日から和歌山バスが撤退し、明光バスの単独運行となる。同時にダイヤ改正並びに往復割引・乗継割引の廃止。（なお明光バスも2016年3月26日に単独運行を取りやめ、路線自体が廃止された。）
- 和歌山 - 南部・田辺・白浜間はJRの普通列車を利用するよりも当路線の方が割安であった。
- アドベンチャーワールド休園日に限りエクシブ白浜バス停が始終点となった。
- 往復高速バスと白浜町内バスフリー乗車券がセットになった「白浜らくとくきっぷ」（1day、2day、3day）、学生ばかり4名ないし5名で和歌山 - みなべ・田辺・白浜が往復10,000円で利用できる「学生グループきっぷ」の企画乗車券が発売されていた。
- 途中吉備湯浅パーキングエリアで10分間の休憩があった。

- 和歌浦口・西高松・堀止・日赤医療センター前・県庁前・市役所前・和歌山城前・三木町新通・JR和歌山駅東口・南海和歌山市駅・りんくうタウン駅前 ⇔ ユニバーサル・スタジオ・ジャパン（和歌山～USJ線）

2022年7月23日から運行開始。2023年3月4日より運賃改定と停留所増設を行い、「JR和歌山駅東口」以外からの利用が可能となった。2023年7月23日の運行をもって運行終了。土日祝に「和歌浦口」→「ユニバーサル・スタジオ・ジャパン」の1便が運行されていた。平日には運行されない。交通系ICカードの利用が可能であるが、和歌山バスグループ専用ICカード「kinoca」は利用できない。WEB予約も可能となっており学割も設定されている。予約なしで乗車することも可能だが、学割の設定はなく、満席の場合は乗車できない。和歌山市内で乗車する際の運賃は大人1,600円、早割4が1,200円、学割適用の学生1,000円。

## 空港リムジンバス

### 関西空港リムジンバス
- 和歌浦西・和歌浦口（和歌浦西発のみ）・西高松・堀止・日赤医療センター前・県庁前・市役所前・和歌山城前・三木町新通・JR和歌山駅東口 ⇔ 関西空港第1ターミナル・関西空港第2ターミナル
  - 関西空港交通と共同運行でカード読取り器機が未搭載の為、スルッとKANSAIカードは使用出来なかった。バスカード（KinocaほかIC乗車券）、和歌山バス・和歌山バス那賀共通一日乗車券も使用不可。
  - 2025年6月9日改正時点で「和歌浦口」発着便が1日1往復（和歌山バス担当）、「JR和歌山駅東口」始発便が1日5本（和歌山バス3本、関西空港交通2本）、「JR和歌山駅東口」終着便が1日6本（和歌山バス2本、関西空港交通4本）である[21]。
  - 2018年4月18日改正時点では「和歌浦口」発着便が1日2.5往復、「JR和歌山駅東口」始発/終着便が1日21往復であったが[22]、2020年6月7日に新型コロナウイルスの影響で全便運休[23]となり、同年7月15日以降運行を再開した。しかし、便数は減りその後のダイヤ改正でも減便が続き、2023年4月1日改正では「和歌浦口」発着便が1日1往復（和歌山バス担当）、「JR和歌山駅東口」始発便が1日5本（和歌山バス2本、関西空港交通3本）、「JR和歌山駅東口」終着便が1日3本（和歌山バス1本、関西空港交通2本）まで減っていた[24]。
  - 関西空港第1および第2ターミナルに有人窓口及び自動券売機、JR和歌山駅東口の待合室内に自動券売機が設置されている。その他インターネットからの事前発行が可能である。

## 一般路線
- 和歌山市と海南市を営業エリアとしている。和歌山市駅前とJR和歌山駅前をターミナルに持ち、大半の路線が両駅のいずれかを始発/終着として運行している。
- 最も運行本数の多い和歌山市内線および本町線は、かつて南海電鉄が運行していた路面電車和歌山軌道線の路線、停留所に沿って運行されている。なお廃止代替バスではなく、和歌山軌道線の現存時から並行して運行されていた。
- 近年では都市基盤の整備に伴う路線の再編成を行っており、2003年には紀の国大橋の開通に伴う楠見線の和歌山駅への乗り入れ、2009年にはふじと台の開発による路線の延伸、2012年には和歌山大学前駅の開業に伴う路線の新設を行っている一方、閑散路線が多く廃止されている。
- 系統番号については、単一の番号が単一の運行区間に割り当てられており、一部区間のみを運行する系統でもすべて元の系統とは異なる番号が振られている。また、十の位が大まかな運行範囲を表し、百の位は発着停留所や経由地の違いを表すのに使用される。

### 系統番号の色分け区別
始発・終着ターミナルにより、方向幕の系統番号を下記のように色分け表示している。しかし、和歌山営業所・市駅出張所所属車両の方向幕の大半が単色LEDに換装されたため、色による区別は看板や時刻表、路線図などの印刷物などに限られる。
- 青色：JR和歌山駅発着路線（例：和歌山市内線の和歌山駅発着系統など）
- 緑色：南海和歌山市駅発着路線（例：西浜新和歌浦線など）
- オレンジ色：南海和歌山市駅・JR和歌山駅双方を経由又は発着する路線（例：本町線など）
- 黒色：南海和歌山市駅・JR和歌山駅双方を経由しない路線 （琴の浦線など）

### 現行路線
2025年4月1日改正時点。

#### 本町線
同社の看板路線となっているシャトルバスであり、和歌山シャトルの愛称で呼ばれている。専用車も存在していたが、老朽化に伴い一般車両に置き換えられた。かつては本町線のみで日中毎時10往復運転されていたが、減便と紀三井寺線・塩屋線52系統の本町通り経由への変更により、南海和歌山市駅 - JR和歌山駅間の日中は毎時5往復、本町線の単独運転に限れば毎時2往復になっている。
- 運転系統
  - 0系統
    - 南海和歌山市駅 - 本町二丁目 - 和歌山城前 - 三木町新通 - JR和歌山駅

#### 和歌山市内線
南海和歌山市駅、JR和歌山駅から中央通り（国道42号）を南下する路線。南海和歌山市駅前発着の系統は、本町通り（系統番号1桁）を経由する系統とこれをショートカットする城北橋経由（系統番号10番台）の系統が存在する。本町通り経由系統は和歌山軌道線の代替ルートであり、また繁華街ぶらくり丁へのアクセス手段として、1990年代半ばまではラッシュ時の一部便を除いた全便が本町通り経由であった。しかし近年はぶらくり丁の凋落が著しく城北橋経由に移行される傾向にあり、2014年4月改正で本町通り経由便（市内雑賀崎循環線を含む）より城北橋経由便の本数の方が多くなった。またかつては南海和歌山市駅・JR和歌山駅 - 旧車庫前（紀三井寺線は北出島）間は均一料金区間であった。
マリーナシティへの路線は1994年の世界リゾート博開幕時に開設された路線で、当時は和歌浦口 - マリーナシティ間はノンストップだった（和歌川付近のバス専用短絡線（今は市道、通称シーサイドロード）を走っていた）。その後も布引南で分岐してシーサイドロードを走る系統があったが、2019年に廃止されている。
過去には智辯学園（和歌山小・中・高校）、紀三井寺団地（2009年廃止）、藤白浜（2017年廃止）まで運転する系統も存在していた。
- 運転系統
  - 4系統
    - 南海和歌山市駅 - 本町二丁目 - 県庁前 - 日赤医療センター前 - 高松北 - 和歌浦口 - 新和歌浦
      - 日中の本数は毎時1本。夜には運行されない。

  - 5系統
    - 南海和歌山市駅 - 本町二丁目 - 県庁前 - 日赤医療センター前 - 高松北 - 和歌浦西
      - 日中の本数は市内雑賀崎循環線と合わせて毎時1本。朝晩は13系統が運行されるため本数は少ない。

  - 11系統（土休日運休）
    - 南海和歌山市駅 - 城北橋 - 県庁前 - 日赤医療センター前 - 高松北 - 和歌浦口 -  医大病院
      - 日中の本数は平日のみ毎時1本。

  - 13系統
    - 南海和歌山市駅 - 城北橋 - 県庁前 - 日赤医療センター前 - 高松北 - 和歌浦西
      - 日中の本数は土休日のみ毎時1本。

  - 15系統（土休日運休）
    - 南海和歌山市駅 - 城北橋 - 和歌山城前 - JR和歌山駅
      - 南海和歌山市駅発のみ、平日朝に運行される。

  - 17系統
    - 南海和歌山市駅 - 城北橋 - 県庁前 - 日赤医療センター前 - 高松北 - 和歌浦口 - 医大病院前 - 琴の浦 - 海南駅前
      - 117系統が運行されない時間帯のみ運行。

  - 117系統
    - 南海和歌山市駅 - 城北橋 - 県庁前 - 日赤医療センター前 - 高松北 - 和歌浦口 - 医大病院前 - 琴の浦 - マリーナシティ - 琴の浦 - 海南駅前
      - 日中の本数は毎時1本。

  - 20系統
    - JR和歌山駅 - 和歌山城前 - 県庁前 - 日赤医療センター前 - 高松北 - 和歌浦口 - 医大病院前 - 琴の浦 - 海南駅前
      - 121系統が運行されない時間帯のみ運行。

  - 121系統
    - JR和歌山駅 - 和歌山城前 - 県庁前 - 日赤医療センター前 - 高松北 - 和歌浦口 - 医大病院前 - 琴の浦 - マリーナシティ - 琴の浦 - スーパーセンターオークワ - 海南駅前
      - 日中の本数は毎時1本。

  - 122系統（土休日のみ）
    - JR和歌山駅 - 和歌山城前 - 県庁前 - 日赤医療センター前 - 高松北 - 和歌浦口 - 医大病院前 - 琴の浦 - マリーナシティ
      - 日中の本数は土休日のみ毎時1本。

  - 23系統（土休日運休）
    - JR和歌山駅 - 和歌山城前 - 県庁前 - 日赤医療センター前 - 高松北 - 和歌浦口 - 医大病院
      - 日中の本数は平日のみ毎時1本。

  - 24系統
    - JR和歌山駅 - 和歌山城前 - 県庁前 - 日赤医療センター前 - 高松北 - 和歌浦口 - 新和歌浦
      - 日中の本数は毎時1本。

  - 25系統
    - JR和歌山駅 - 和歌山城前 - 県庁前 - 日赤医療センター前 - 高松北 - 和歌浦西
      - 日中の本数は市内雑賀崎循環線と合わせて平日毎時3本、土休日毎時2本。

  - 27系統（土休日運休）
    - JR和歌山駅 - 和歌山城前 - 県庁前（JR和歌山駅発に限り、和歌山城前までノンストップの急行運転）
      - 平日朝のJR和歌山駅発と平日夕方の県庁前発のみ運行。

#### 市内雑賀崎循環線
和歌山市内線から分岐し、和歌山市南西部の雑賀崎を循環する路線。車両は中型車に限定される。34系統は2023年10月1日のダイヤ改正で新設された。かつては市駅 - 雑賀崎 - 市駅、和駅 - 雑賀崎 - 和駅の循環運転を実施していたほか、南海和歌山市駅発雑賀崎経由水軒口ゆき（系統番号制移行後は31系統を名乗っていた）や、長路発雑賀崎経由南海和歌山市駅ゆき（32系統）が存在した。
- 運転系統
  - 30系統
    - 南海和歌山市駅 - 本町二丁目- 県庁前 - 日赤医療センター前 - 高松北 - 水軒口 - 和歌公園 - 田の浦 - 雑賀崎 - 長路 - 西浜 - 水軒口 - 県庁前 - 和歌山城前 - JR和歌山駅
      - 日中の本数は2時間に1本。

  - 33系統
    - JR和歌山駅 - 和歌山城前 - 県庁前 - 日赤医療センター前 - 高松北 - 水軒口 - 西浜 - 長路 - 雑賀崎 - 新和歌浦
      - 朝の新和歌浦発、夜のJR和歌山駅発のみ運行。

  - 34系統（土休日運休）
    - 南海和歌山市駅 - 本町二丁目 - 県庁前 - 日赤医療センター前 - 高松北 - 水軒口 - 和歌公園 - 田の浦 - 雑賀崎 - 養翠園前
      - 平日朝の養翠園前発、平日夜の南海和歌山市駅発のみ運行。

#### 西浜新和歌浦線
南海和歌山市駅から北大通り、大浦街道（和歌山県道15号新和歌浦梅原線）を南下する路線。2014年 - 2017年には城北橋・土佐町3丁目経由の36系統も運行されていた。
- 運転系統
  - 35系統
    - 南海和歌山市駅 - 材木町 - 舟津町 - 花王橋 - 西浜 - 奥天神 - 新和歌浦
      - 日中の本数は毎時1本。

#### 紀三井寺線
紀三井寺線は国体道路（和歌山県道135号和歌山海南線）を経由する。このために和歌山市内線（中央通り経由）よりも走行距離は短いが、交通量が多いために所要時間が長くかかることがある。かつての42系統とJR和歌山駅発着43系統は浜の宮海水浴場前を経由していたが40系統の減少に伴う代替措置として琴の浦経由となった。2012年4月に南海和歌山市駅 - JR和歌山駅間の経路がブラクリ丁経由から本町経由に変更されている。
- 運転系統
  - 40系統
    - 南海和歌山市駅 - 本町二丁目 - JR和歌山駅 - 北出島 - 新手平 - 医大病院東口 - 紀三井寺 - 琴の浦 - 海南駅前
      - 朝のみの運行。日祝は南海和歌山市駅発が運休。
      - 2015年11月に海南駅前 - 藤白浜間の運行を取りやめている[36]。

  - 42系統
    - 南海和歌山市駅 - 本町二丁目 - JR和歌山駅 - 北出島 - 新手平 - 医大病院東口 - 紀三井寺 - 琴の浦 - マリーナシティ
      - 日中の本数は毎時1本。

  - 43系統（臨時）
    - JR和歌山駅 - 北出島 - 新手平 - 医大病院東口 - 紀三井寺 - 琴の浦 - マリーナシティ
      - 定期ダイヤでは2019年4月廃止[37]。マリーナシティでイベント開催時、稀に運行される。

  - 44系統
    - 南海和歌山市駅 - 本町二丁目 - JR和歌山駅 - 北出島 - 新手平 - 医大病院東口 - 紀三井寺駅 - 医大病院
      - 日中の本数は毎時1本。
      - 2009年1月新設。2014年4月改正で紀三井寺駅 - 医大病院間を延伸[31]。同改正で廃止となった50系統に替わり医大病院までの本数を維持。

#### 琴の浦線
この路線は1994年の世界リゾート博開幕時に開設された路線で、開設当初はマリーナシティまでノンストップで運転されていた。現在は117・121系統の運転開始により本数は激減している。
- 運転系統
  - 47系統
    - 海南駅前 - 琴の浦 - マリーナシティ
      - 朝のみ運行。

#### 塩屋線
中央通りと国体道路の間にある和歌山市道本町和歌浦線を南下する路線。
かつては「屋形線」として、JR和歌山駅を経由しない屋形町経由の系統のみが運行されていたが、2002年4月にJR和歌山駅を経由する系統として雄松町経由と和歌川大橋経由が新設された。雄松町経由は同改正で廃止された環状線の一部経路を引き継いでいる。和歌川大橋経由（50系統・51系統）は南中島停留所まで紀三井寺線と同じ経路で運行されており、2012年に紀三井寺線同様ブラクリ丁経由から本町経由に変更されたが、2014年4月改正で廃止されている。また南側の終点はかつては新和歌浦であったが、和歌山県立医科大学附属病院の移転とともに医大病院発着が新設され、残った便（54系統）は2009年1月に和歌浦口発着に変更された。
- 運転系統
  - 52系統
    - 南海和歌山市駅 - 本町二丁目 - JR和歌山駅 - 北出島 - 新堀橋 - 塩屋 - 医大病院
      - 日中の本数は毎時1本。
      - 2014年4月改正までは南海和歌山市駅 - JR和歌山駅間は貝柄町を経由していたが、同改正で本町二丁目経由に変更された[31]。

  - 53系統
    - 南海和歌山市駅 - ブラクリ丁 - 三木町 - 屋形町 - 新堀橋 - 塩屋 - 医大病院
      - 日中の本数は毎時1本。

  - 55系統
    - 南海和歌山市駅 - 本町二丁目 - JR和歌山駅 - 北出島 - 新堀橋 - 塩屋 - 和歌浦西
      - 平日朝の和歌浦西発と全日夜の南海和歌山市駅発のみ運行。
      - 2009年1月新設。2019年4月改正で南海和歌山市駅 - JR和歌山駅が延長された[37]。

  - 56系統
    - 南海和歌山市駅 - ブラクリ丁 - 三木町 - 屋形町 - 新堀橋 - 塩屋 - 和歌浦西
      - 朝の和歌浦西発と平日夜の南海和歌山市駅発のみ運行。
      - この系統はもともと54系統・新和歌浦発着であったが2009年1月改正で車庫がある和歌浦口発着に変更された。

#### 湊線
JR和歌山駅からは三年坂通り（和歌山県道138号和歌山野上線・和歌山県道16号和歌山港線）、南海和歌山市駅からは寺町通りを経由して和歌山市西部の築港、湊地区に向かう路線。一部区間で南海和歌山港線と並走しており、廃駅となった築地橋駅、築港町駅付近にも停留所がある。
60・61（2022年7月廃止）・62系統は、2002年に廃止された環状線の南西部分と築港線を引き継いだ系統。この際に和歌山港への乗り入れを取りやめていたものの、2009年1月に築港線65系統として乗り入れが復活、2012年4月に60系統との統合により160系統として湊線に組み込まれた。
- 運転系統
  - 60系統
    - 南海和歌山市駅 - 城北橋 - 日赤医療センター前 - 舟津町 - 運輸支局前 - 県庁前 - 屋形町 - 三木町 - JR和歌山駅
      - 160・161系統と合わせ1時間 - 2時間に1本の運行。

  - 62系統≪急行≫（休日・学休日運休）
    - JR和歌山駅 - （無停車） - 三木町 - 屋形町 - 大橋 - 餌差町 - 新内 - JR和歌山駅
      - 平日・土曜日（学休日除く）の朝のみ運行。

  - 160系統
    - 南海和歌山市駅 - 城北橋 - 日赤医療センター前 - 舟津町 - 運輸支局前 - 和歌山港駅 - 県庁前 - 屋形町 - 三木町 - JR和歌山駅

  - 161系統
    - JR和歌山駅 - 三木町 - 屋形町 - 県庁前 - 和歌山港駅
      - 2017年4月新設[32][33][34]。

#### 紀和線
2017年4月に、和歌山大学線71・171系統を置き換え新設された路線。2002年に廃止された環状線の北部分を引き継いでいるが、本数は極めて少ない。
- 運転系統
  - 65系統（土休日運休）
    - 南海和歌山市駅 - 貝柄町 - JR和歌山駅
      - 南海和歌山市駅発のみ平日1本の運行。

#### 和歌山大学線
和歌山市駅または和歌山駅と和歌山市北西部の和歌山大学栄谷キャンパスを結ぶ路線。加えて百の位が1の系統は和歌山大学前駅経由でふじと台の東二番丁北停留所まで、百の位が2の系統は和歌山大学前駅まで向かっている。途中の経由地として、72・172・272系統は和歌山県道752号和歌山阪南線（旧国道26号）を経由する。73・273系統は北島橋を経由する。現在は廃止されているが、70系統は南海和歌山市駅発着で県道752号線経由、71・171系統はJR和歌山駅発着で貝柄町・南海和歌山市駅・県道752号線経由、77系統は南海和歌山市駅発着で北島橋経由であり、経由地のバリエーションが5通り存在していた。
和歌山大学線は元々は和歌山市駅発着便のみだったが、2001年にJR和歌山駅まで延伸されている。和歌山大学前駅の開業にともない、南海和歌山市駅発着の系統、和歌山大学発着の系統は運行本数が激減している。
- 運転系統
  - 72系統（土休日運休）
    - JR和歌山駅 - 和歌山城前 - 市役所前 - 土入橋 - 狐島宮前 - 延時 - 貴志 - 和歌山大学
      - 和歌山大学発のみ平日に1本運行。

  - 73系統（土休日運休）
    - JR和歌山駅 - 市役所前 - 城北橋 - 南海和歌山市駅 - 北島 - 梶取 - 次郎丸 - 貴志 - 和歌山大学
      - 和歌山大学発のみ平日に1本運行。

  - 172系統
    - JR和歌山駅 - 和歌山城前 - 市役所前 - 土入橋 - 狐島宮前 - 延時 - 貴志 - 和歌山大学 - 和歌山大学前駅東口 - 東二番丁北（ふじと台）
      - 日中の本数は272・273系統と合わせて毎時2本。

  - 272系統
    - JR和歌山駅 - 和歌山城前 - 市役所前 - 土入橋 - 狐島宮前 - 延時 - 貴志 - 和歌山大学 - 和歌山大学前駅東口

  - 273系統
    - JR和歌山駅 - 市役所前 - 城北橋 - 南海和歌山市駅 - 北島 - 梶取 - 次郎丸 - 貴志 - 和歌山大学 - 和歌山大学前駅東口
      - 平日の日中は2時間に1本程度の運行。土休日の本数は極めて少ない。

#### 和歌山大学連絡線
- 運転系統
  - 78系統（土休日運休）
    - 和歌山大学前駅東口 - （無停車） - 和歌山大学
      - 和歌山大学前駅東口発のみ、平日の午前に運行。

#### 藤戸線
和歌山市駅または和歌山駅からふじと台に向かう路線のうち、和歌山大学を経由しない系統が分類される。和歌山大学線との区別のため、系統番号の百の位は3となっている。
- 運転系統
  - 370系統（休日運休）
    - 南海和歌山市駅 - 城北橋 - 土入橋 - 狐島宮前 - 延時 - 貴志 - 和歌山大学前駅東口 - 東二番丁北（ふじと台）
      - 南海和歌山市駅発のみ、平日・土曜日の朝に運行。

  - 372系統
    - JR和歌山駅 - 和歌山城前 - 市役所前 - 土入橋 - 狐島宮前 - 延時 - 貴志 - 和歌山大学前駅東口 - 東二番丁北（ふじと台）
      - 朝のみ運行。

#### 坂田線
和歌山市駅から、和歌山市北西部に向かう路線。
かつては深山線（みやません）74系統として、南海加太線のすぐ北の和歌山県道7号粉河加太線を経由し、加太駅のさらに北にある深山まで向かっていた。のちに一本北のバイパスを通る75系統が新設された。74系統は2016年4月に廃止された一方、75系統は和歌山労災病院の移転に伴い2009年1月の路線改編で大幅に増発され、現在まで存続している。
175系統は2014年4月に新設された系統である。
- 運転系統
  - 75系統
    - 南海和歌山市駅 - 城北橋 - 土入橋 - 狐島宮前 - 延時 - 榎原 - 労災病院前 - 坂田
      - 日中の本数は平日が毎時1本、土休日が2時間に1本。

  - 175系統（土休日のみ）
    - 和歌山大学前駅西口 - 延時 - 榎原 - 労災病院前 - 坂田
      - 土休日の日中に4本運行。

#### 六十谷線
和歌山市駅から、北島橋、紀の川駅前経由で平井まで北上し、その後東に向きを変え紀伊駅の南にある川永団地まで向かう路線。
85系統は、2023年10月1日のダイヤ改正より新設された。
- 運転系統
  - 83系統
    - 南海和歌山市駅 - 北島 - 梶取 - 紀の川駅前[注 1] - 鳴滝団地 - 近大付属和歌山校前 - 六十谷 - 紀伊駅前 - 川永団地
      - 川永団地発のみ、平日の朝夕3本、土曜日の朝と日中に2本運行。

  - 84系統
    - 南海和歌山市駅 - 北島 - 梶取 - 紀の川駅前[注 1] - 鳴滝団地 - 六十谷 - 紀伊駅前 - 川永団地
      - 日中の運行本数は2時間に1本。

  - 85系統（土休日運休）
    - 紀伊駅前 - 川永団地
      - 平日朝の川永団地発と平日夜の紀伊駅前発のみ運行。

#### 楠見線
和歌山市北部、南海本線と阪和線の中間に位置する鳴滝団地を両鉄道路線と結ぶ路線。南海和歌山市駅 - 鳴滝団地間は北島橋経由で運転される。JR和歌山駅 - 鳴滝団地間は2003年の紀の国大橋（国道26号和歌山北バイパス）開通に伴い新設された区間であり、紀の国大橋経由で運転される。
- 運転系統
  - 86系統
    - JR和歌山駅 - ブラクリ丁 - 北新橋 - 楠見中 - 東洋台 - 近畿大学付属和歌山校前 - 鳴滝団地
      - 日中の運行本数は1時間に1本。

  - 87系統≪直行≫（休日・学休日運休）
    - JR和歌山駅 - （無停車） - 近畿大学付属和歌山校前
      - JR和歌山駅発は、平日・土曜日（学休日除く）の朝に3本、近畿大学附属和歌山校前発は、平日の夕方、土曜日の昼に3本運行。
      - 2025年4月7日より直行運転へ変更し、行先を鳴滝団地から近畿大学附属和歌山校前に変更[41]。

  - 88系統
    - 南海和歌山市駅 - 北島 - 粟 - 土橋 - すみれ団地 - 鳴滝団地 - 近畿大学付属和歌山校 - 東洋台 - 楠見中 - 北新橋 - ブラクリ丁 - JR和歌山駅
      - 日中の運行本数は1時間に1本。

  - 187系統≪直行≫（休日・学休日運休）
    - 南海和歌山市駅 - （無停車） - 近畿大学附属和歌山校前
      - 南海和歌山市駅発は、平日の朝に2本、土曜日の朝に3本（共に学休日除く）、近畿大学附属和歌山校前発は、平日の夕方に3本、土曜日の昼に1本運行。
      - 2025年4月7日新設[41]。

#### 栄谷線
和歌山大学前駅開業に合わせて2012年4月に新設された、同駅と鳴滝団地を結ぶ路線。
- 運転系統
  - 89系統
    - 和歌山大学前駅西口 - 貴志 - 次郎丸 - 栄谷 - 東洋台 - 近畿大学付属和歌山校前 - 鳴滝団地
      - 朝夕に運行されるほか、土休日の日中に少数運行。

#### 鳴神線
JR和歌山駅から東に向かい、阪和自動車道をくぐった先にある紀伊風土紀の丘まで向かう路線である。他路線の廃止により、一般路線では唯一JR和歌山駅東口を発着し、きのくに線の東側に向かう路線となっている。
- 運転系統
  - 90系統
    - JR和歌山駅東口 - 向陽高校前 - 秋月 - 鳴神住宅前 - 花山 - 紀伊風土紀の丘
      - 日中の運行本数は94系統と合わせ1 - 3時間に1本。

  - 94系統
    - 南海和歌山市駅 - 貝柄町 - 黒田 - JR和歌山駅東口 - 向陽高校前 - 秋月 - 鳴神住宅前 - 花山 - 紀伊風土紀の丘
      - 南海和歌山市駅2本、紀伊風土記の丘発3本運行。

#### ふじと台循環線
ふじと台住民のために開設された、全国的に珍しい民間事業者がバス事業者に委託するコミュニティバスである。
- 東コース
  - 和歌山大学前駅東口 - ふじと台小学校前 - 東三番丁南 - 東二番丁北 - 和歌山大学前駅東口
    - 朝から夕方まで毎時2本程度運行。ただし11 - 14時台は運行しない。
- 南コース
  - 和歌山大学前駅東口 - 大学門前（循環） - 和歌山大学前駅東口
    - 朝から夕方まで毎時2本程度運行。ただし11 - 14時台は運行しない。

## 定期観光バス
かつて、定期観光バス「紀州徳川めぐり」号を運行していた。観光シーズン（2006年の場合、3/20 - 5/31、9/10 - 11/30）の土・日・祝日に、和歌山市駅前とJR和歌山駅を発車し、市内の観光名所（紀州東照宮 、養翠園、紀三井寺 、和歌山マリーナシティ、和歌山城）を巡っていたが、2009年2月に事業廃止が公表された（実質的に2008年度秋が最終運行となった）。
定期観光バスで使用していた車両は、2022年1月現在も在籍しており、主に和歌山看護学校の学生輸送に使用している。

## 自治体からの運行委託
かつて和歌山市からの運行委託により、ぶらくり丁商店街を循環する無料シャトルバス「ぶらくり丁ループバス」を運行していた。また地元商店会や和歌山市との協力により、ぶらくり丁での中心市街地活性化の取り組みに参加していた。

## 車両
国内3メーカー（日野・いすゞ・三菱ふそう）の車両および「ふじと台バス」専用のトヨタ・ハイエースコミューターを保有し、車種も大型から小型車までバラエティに富んでいる。
近年では、一般路線車に自社発注の新型低床車の他、かつて関西空港交通（KATE）や南海バスで活躍していた大型長尺車が入っている。2010年代以降は南海グループ外からも中古車を多数導入し（供給元については#移籍車の供給元を参照）低床車への置き換えを図っている。また大阪府内への自動車排出ガス規制に対応するため高速車を一斉更新している。
通常の始業検査・交番検査や小規模な修繕は営業所内に併設されている検修施設で行われるが、国土交通省が定める車検と車体更新等の大規模修繕については、特殊な場合を除きすべて大阪府泉佐野市にある南海車両工業まで回送され検査が行われる。そのため、通常は乗り入れすることのない車両を大阪府内で見かけることもごく稀にある（大阪府生活環境の保全等に関する条例適用外車両であっても特例で和歌山営業所・和歌山市駅詰所 - 南海車両工業間の走行が認められている）。また、営業所内に併設されている検修作業が輻輳しているときは、熊野御坊南海バス御坊営業所まで回送し、検修業務が委託される。
2023年3月31日現在、86台のバス車両を保有する。うちノンステップバスは57台、低床バス（ここではノンステップバス、ワンステップバス、スロープ付きバスを指す）は7台。
2023年3月に13年ぶりとなる自社発注による新車（和歌山200か832：いすゞ・エルガ）を導入し4月7日より運行を開始した。同時期に導入した中古車（和歌山200か833：日野・レインボー）とは異なる新たなデザインの塗装となった。
2019年4月1日よりバスロケーションシステムが開始され、利用者がバスの位置情報を把握することが可能となった。この情報を活用してスマートフォンアプリに運行情報が配信され、液晶型案内機器（LCD）がJR和歌山駅西口構内、医大病院前（中央入口内ロビー）、和歌山マリーナシティ（黒潮市場内）に設置されている。日本語のほか、英語、簡体字中国語と韓国語に対応している。また各バス停に表示されたQRコードを読み込みサイトにアクセスすることが可能である。

### 塗装
以下の3タイプのバス塗装がある。
- 車両の大多数を占め、最近の新型車に再び採用されるようになった赤系塗装
- 2023年3月に導入された自社発注による新車（いすゞ・エルガ）が採用する新塗装
- 空港リムジンバス・高速バスのサウスウェーブ塗装
  - 関西空港リムジンバスは関西空港交通に準じた紺色塗装だったが、貸切や白浜ゆき高速バスにも対応できるよう、サウスウェーブ塗装に統一された。夜行高速バスでも採用されていたが、専用車両の導入により塗装デザインが変更となっている。なお、夜行高速バスと空港リムジン・高速バスでは若干デザインが異なっていた。
- 横浜・東京方面へ運行している夜行高速バスに専用車両が導入された際に採用となったサウスウェーブアゼリア塗装
- 南海バスの夜行高速バス車両に使用されており、鎌倉方面へ共同運行を始めた際に採用となったサザンクロス塗装
- 車両全体又は一部へのプリントシート貼り付けによる和歌山競輪や紀州国土建設などの広告車も多数存在する。

かつては以下の塗装も見られた。
- 南海和歌山市駅とJR和歌山駅を結ぶシャトルバス専用車塗装（専用車全廃により消滅）
- 1999年以降の低床中型車に施されたハートフル塗装（車体更新検査により消滅）
- 1994年の「世界リゾート博」の際に導入されたOCEAN塗装（車両全廃により消滅）

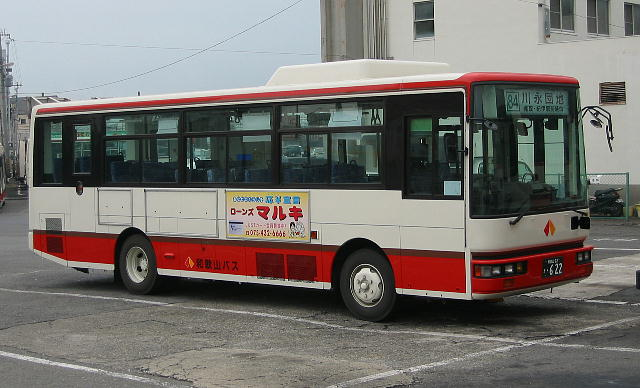
一般路線車（赤系塗装）
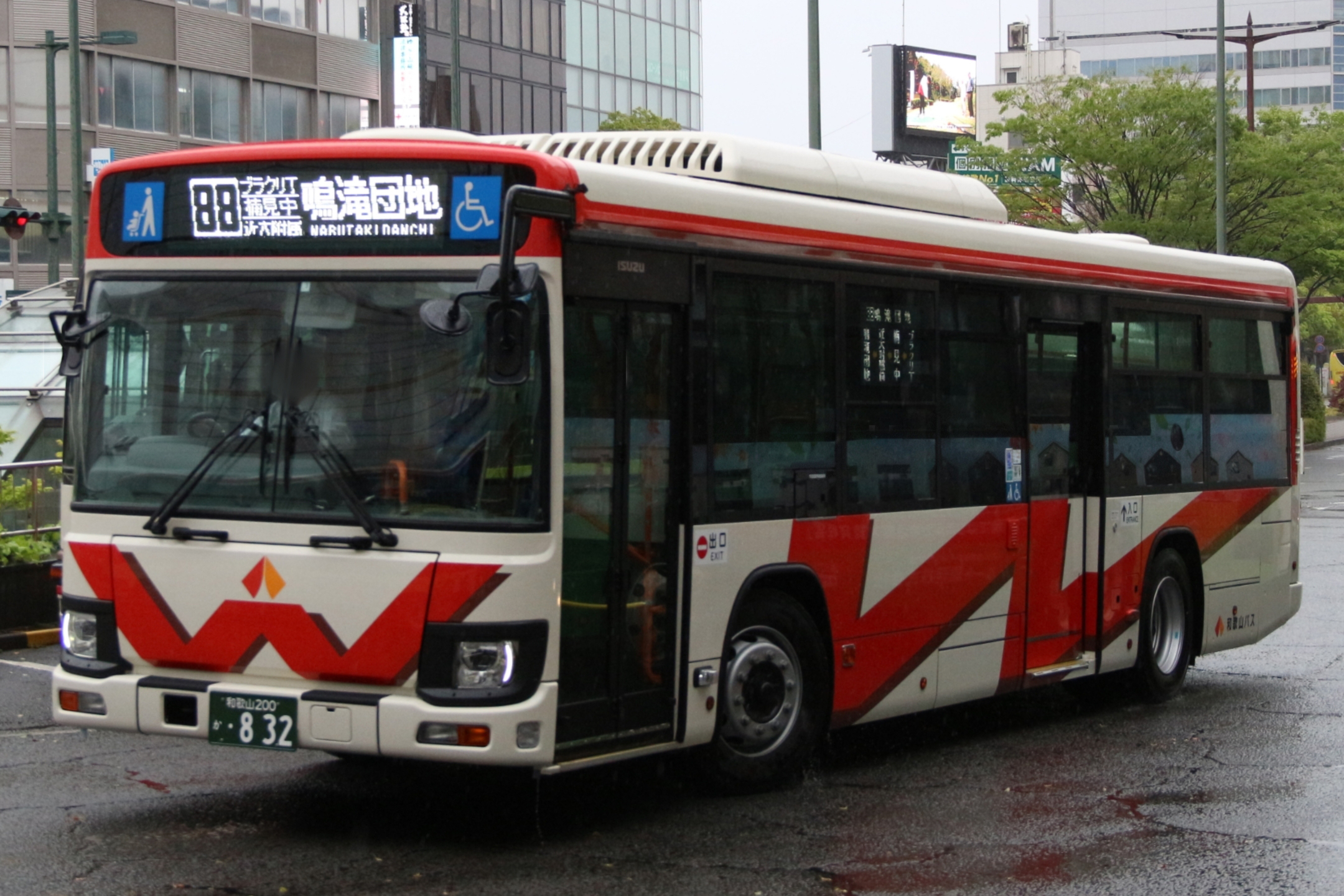
一般路線車（新塗装）
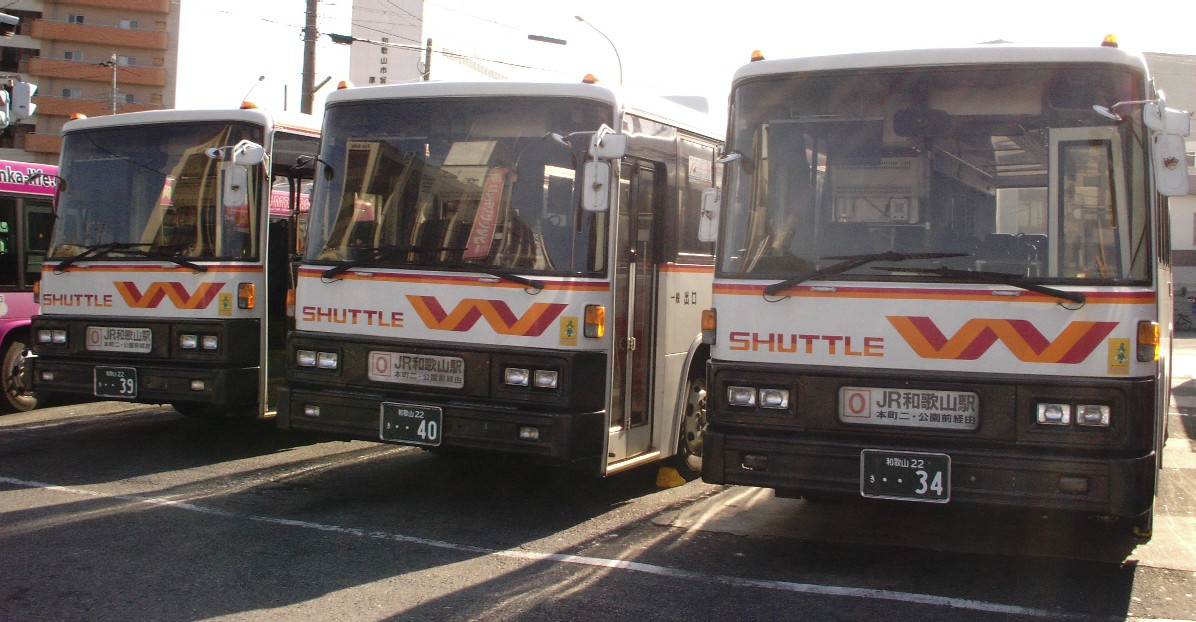
シャトルバス専用車塗装
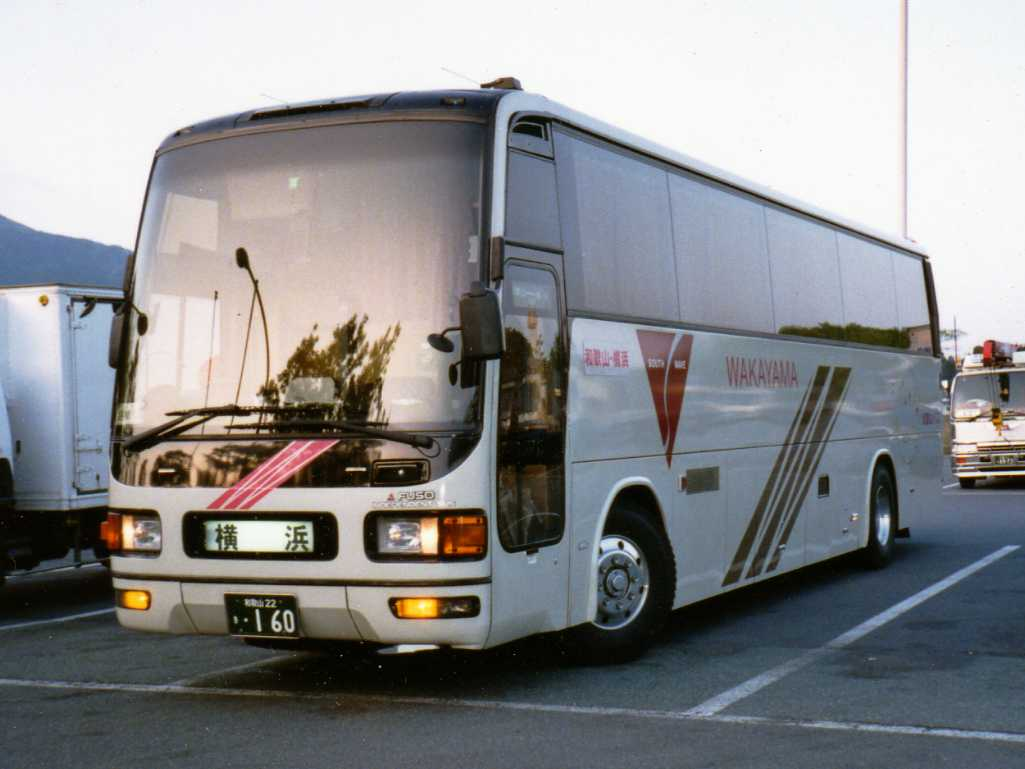
高速バスに施された「サウスウェーブ塗装」

### 仕様
- 車両後方側の背面に行先方向幕の装着されていない車両（大型ツーステップ車の一部が該当）では、方向幕の代わりに「市駅」「和駅」と点灯表示する装置が取り付けられている。これは、和歌山市内線の上り方向（南海和歌山市駅行き、JR和歌山駅行き）では、複数の車両が団子運転となることも多いため、後続車両の運転手に先行車両がどちらの行き先なのかをアナウンスするためである（自車両と同じ行き先であれば、先行車両が停留所で乗車扱いをしている間に追い抜きを行う）。かつて（1994年に減便されるまで）和歌山市内線は、南海和歌山市駅発着便、JR和歌山駅発着便ともにデータイム毎時12本（合わせて24本）もの頻発運転が行われており、特に上り方向では始発地の異なる各便が途中停留所で合流して進行するため、3〜4台が団子運転となってしまうことも珍しいことではなかった。
- 全車両に車内放送、方向幕、運賃表示器を一括制御する端末（AGS）が導入されており、運転士が運行前に各々の路線番号を入力すると自動的に車内放送・方向幕・運賃表示器が切り替わる。
- その他突発的な運用・貸切や訓練運転等に対応できるように方向幕には「和歌山バス」・「団体」・「臨時」・「教習車」・「列車代行」・「故障車」の表示がある。
- 2017年4月1日より、行先表示機（LED）のデザインが一新され、経由地表記が細かくなったほか、行き先に英語表記が付記されるようになった。車内LCDでは、主要な観光地や駅のみに英語表記・画像表示されていたのみであったが、この日より全停留所の英語併記のが表示されるほか、主要停留所では英語の車内アナウンスも実施されるようになった。

### 移籍車の供給元
- 南海バス
- 南海ウイングバス南部
- 関西空港交通
- 大阪市営バス
- 尼崎市営バス
- 尼崎交通事業振興
- 高槻市営バス
- 阪神バス
- 阪急バス
- 山陽バス
- 京阪バス

## 輸送人員
高速バス、リムジンバスを除いた一般路線の年間輸送人員は下記の通りである。
- 2001年（平成13年） - 8,007,643人
- 2002年（平成14年） - 7,896,723人
- 2003年（平成15年） - 8,066,821人
- 2004年（平成16年） - 7,891,596人
- 2005年（平成17年） - 7,746,867人